# Norbourne Estates
Norbourne Estates város az USA Kentucky államában, Jefferson megyében. Lakosainak száma 437 fő (2020. április 1.).

## Népesség
A település népességének változása:
| Lakosok száma | 461  | 441  | 437  |
|               | 2000 | 2010 | 2020 |